# Gerden (Melle)
Gerden ist ein Ortsteil der Stadt Melle im Landkreis Osnabrück in Niedersachsen. Der Ort bildete bis 1970 eine Gemeinde im damaligen Landkreis Melle. Gerden gehört heute zum Meller Stadtteil Melle-Mitte.

## Geographie
Der Ortsteil Gerden erstreckt sich südöstlich der Meller Kernstadt. Den historischen Ortskern bildet eine Gruppe von Bauernhöfen an der Riemsloher Straße. Außerdem gehören die Wohnsiedlungen Bullenheide, Depenbrock und Selhofe zum Ortsteil. Die südöstliche Grenze des Ortsteils wird durch den Violenbach gebildet. Im Norden des Ortsteils zwischen der Bundesautobahn 30 und der Riemsloher Straße erstreckt sich das größte Gewerbe- und Industriegebiet von Melle.

## Geschichte
Die Bauerschaft Gerden gehörte bis zu den Napoleonischen Kriegen zum Amt Grönenberg des Hochstifts Osnabrück. Von 1807 bis 1810 gehörte Gerden zum Kanton Melle des napoleonischen Satellitenstaats Königreich Westphalen. Von 1811 bis 1813 gehörte der Ort unmittelbar zu Frankreich und dort zur Mairie Melle im Arrondissement Osnabrück des Departements der Oberen Ems. 1814 kam Gerden zum Königreich Hannover und bildete dort eine Gemeinde im Amt Grönenberg. Die Burg Vinkemühlen im Süden des Ortsteils wurde 1840 aufgegeben. 1867 fiel Gerden mit dem gesamten Königreich Hannover an Preußen und seit 1885 gehörte die Gemeinde zum Landkreis Melle. Innerhalb des Landkreises Melle gehörte die Gemeinde zur Samtgemeinde Melle.
Am 1. Januar 1970 wurde Gerden in der ersten Phase der Gebietsreform in Niedersachsen in die Stadt Melle eingegliedert.

## Einwohnerentwicklung
| Jahr | Einwohner | Quelle |
| ---- | --------- | ------ |
| 1845 | 605       | [ 2 ]  |
| 1871 | 487       | [ 3 ]  |
| 1910 | 499       | [ 4 ]  |
| 1939 | 569       | [ 5 ]  |
| 1950 | 822       | [ 6 ]  |
| 1961 | 735       | [ 6 ]  |

## Baudenkmale
In Gerden sind mehrere Bauwerke denkmalgeschützt:
- Mehrere Gebäude des Hofs Buddenberg am Landwehrweg
- Zwei Gebäude des Hofs Braadt an der Riemsloher Straße 42
- Die Brücke der Riemsloher Straße über den Violenbach
- Das Hofgebäude des Hofs Wasmus an der Riemsloher Straße 80
- Das Hofgebäude des Hofs Hoppenbrock am Selhofer Weg 19

## Wirtschaft
Gerden ist einer der wichtigsten Industrie- und Gewerbestandorte in Melle. An der Gerdener Straße im Süden des Ortsteils befindet sich das Werk der ACF Ventilatoren. Im Industriegebiet Gerden im Norden des Ortsteils sind unter anderem ein Verbrauchermarkt, ein Möbelmäarkt, ein Logistikzentrum, ein Furnierkantenwerk, ein Maschinenbauwerk und ein Hersteller für Feuerungstechnik angesiedelt.

## Verkehr
Der Flugplatz Melle-Grönegau liegt im Nordosten des Ortsteils zwischen der Bundesautobahn 30 und der Else.